# Route départementale 3 (Ardennes)
Pour les articles homonymes, voir Route départementale 3.
La route départementale 3, abrégée en D3, est une route départementale des Ardennes qui relie Charleville-Mézières à Château-Porcien, en passant par Prix-lès-Mézières, Launois-sur-Vence et Novion-Porcien.

## Tracé
- Charleville-Mézières, quartier du Faubourg de Pierre
- Prix-lès-Mézières
- Warnécourt
- Barbe-en-Croc, commune de Mondigny
- Jandun
- Launois-sur-Vence
- interruption de la D3 à Neuvizy, tronc commun avec la D951
- Faissault
- reprise de la D3 à Saulces-Monclin
- Novion-Porcien
- Sery
- Inaumont
- Écly
- Château-Porcien